# Ахмед Фадиль
Ахмед Фадиль Хасаба (араб. أحمد فاضل حسابة‎; род. 7 апреля 1993, Катар) — катарский футболист, полузащитник клуба «Аль-Вакра», выступающий на правах аренды за «Катар СК».

## Клубная карьера
Выпускник катарской Академии Эспайр. Футбольную карьеру начинал в клубе «Аль-Вакра», с которым подписал контракт в конце 2012 года. 21 января 2013 года дебютировал в его составе в матче чемпионата Катара с «Ас-Сайлией». Ахмед Фадиль вышел в стартовом составе и был заменён в самой концовке встречи, отметившись на 53-й минуте жёлтой карточкой. 20 марта 2015 года забил свой первый гол в профессиональной карьере, отличившись в ворота всё той же «Ас-Сайлии», чем помог своей команде одержать победу со счётом 3:2. По итогам сезона 2016/2017 «Аль-Вакра» заняла в турнирной таблице последнее 14-е место и покинула элиту катарского футбола. Ахмед не покинул команду и продолжил вместе с ней выступление во втором дивизионе. В следующем сезоне клуб был близок к возвращению, заняв второе место, но проиграл в переходных матчах. А ещё через сезон «Аль-Вакра» стала победителем втором дивизиона.
Летом 2020 года на правах аренды перешёл в «Катар СК». Первую игру в его составе Ахмед Фадиль провёл 3 сентября в гостях против «Аль-Гарафы». В начале 2021 года забил первый мяч за новую команду. 25 января принимал участие в финальном матче Кубка эмира Катара, соперником по которому являлся «Эш-Шамаль». Основное и дополнительное время матча завершились вничью со счётом 2:2, а в серии пенальти «Катар СК» уступил. Ахмед Фадиль не забил решающий удар.

## Карьера в сборной
В 2015 году в составе молодёжной сборной Катара принимал участие в Турнире в Тулоне. Дебютировал за сборную в матче со сборной Франции, в котором Катар уступил хозяевам турнира со счётом 0:2. Фадиль принял участие ещё в двух встречах группового этапа с Нидерландами и США, но в обоих уступила, заняв в итоге последнее место в группе.
В 2016 году в составе другой молодёжной сборной выступал на домашнем молодёжном чемпионате Азии. Ахмед Фадиль принял участие во всех играх группового этапа с Китаем, Ираном и Сирией, а также в четвертьфинальном матче со сборной КНДР, в котором катарцы были сильнее в дополнительное время. Проиграв в полуфинале и матче за 3-е место, сборная заняла по итогам турнира четвёртое место.
В 2018 году входил в состав молодёжной сборной на футбольном турнире летних Азиатских игр в Индонезии. На турнире команды должны быть составлены из игроков в возрасте до 23 лет, но каждой сборной разрешается иметь в составе трёх игроков более старшего возраста. На момент турнира Ахмеду исполнилось 25 лет, но благодаря имеющейся квоте он смог участвовать. Он сыграл в двух матчах группового этапа: в ничейной встрече с Таиландом вышел на замену в середине второго тайма, а в матче с Узбекистаном, в котором Катар уступил с разгромным счётом 0:6, начал игру в стартовом составе и на 66-й минуте покинул поле.

## Достижения
«Аль-Вакра»
- Победитель Второго дивизиона: 2018/19
- Серебряный призёр Второго дивизиона: 2017/18

Катар СК
- Финалист Кубка эмира Катара: 2020/21

## Клубная статистика
| Выступление      | Выступление      | Выступление      | Лига | Лига | Кубки | Кубки | Конт. кубки | Конт. кубки | Итого | Итого |
| Клуб             | Лига             | Сезон            | Игры | Голы | Игры  | Голы  | Игры        | Голы        | Игры  | Голы  |
| ---------------- | ---------------- | ---------------- | ---- | ---- | ----- | ----- | ----------- | ----------- | ----- | ----- |
| Аль-Вакра        | Старс-лига       | 2012/13          | 7    | 0    | 0     | 0     | 0           | 0           | 7     | 0     |
| Аль-Вакра        | Старс-лига       | 2013/14          | 12   | 0    | 3     | 0     | 0           | 0           | 15    | 0     |
| Аль-Вакра        | Старс-лига       | 2014/15          | 25   | 1    | 0     | 0     | 0           | 0           | 25    | 1     |
| Аль-Вакра        | Старс-лига       | 2015/16          | 18   | 1    | 0     | 0     | 0           | 0           | 18    | 1     |
| Аль-Вакра        | Старс-лига       | 2016/17          | 22   | 1    | 0     | 0     | 0           | 0           | 22    | 1     |
| Аль-Вакра        | Старс-лига       | 2019/20          | 19   | 0    | 3     | 0     | 0           | 0           | 22    | 0     |
| Аль-Вакра        | Итого            | Итого            | 103  | 3    | 6     | 0     | 0           | 0           | 109   | 3     |
| → Катар СК       | Старс-лига       | 2020/21          | 15   | 1    | 4     | 0     | 0           | 0           | 19    | 1     |
| → Катар СК       | Итого            | Итого            | 15   | 1    | 4     | 0     | 0           | 0           | 19    | 1     |
| Всего за карьеру | Всего за карьеру | Всего за карьеру | 118  | 4    | 10    | 0     | 0           | 0           | 128   | 4     |